# 卡恩德拉
卡恩德拉（Kandra），是印度贾坎德邦Pashchimi Singhbhum县的一个城镇。总人口6815（2001年）。

## 人口
该地2001年总人口6815人，其中男性3614人，女性3201人；0—6岁人口906人，其中男474人，女432人；识字率61.42%，其中男性为72.44%，女性为48.98%。